# Ischnopopillia
Ischnopopillia är ett släkte av skalbaggar. Ischnopopillia ingår i familjen Rutelidae.

## Dottertaxa tillIschnopopillia, i alfabetisk ordning[1]
- Ischnopopillia akbari
- Ischnopopillia angusta
- Ischnopopillia atrivaria
- Ischnopopillia atronitens
- Ischnopopillia bidentata
- Ischnopopillia bivittata
- Ischnopopillia brancuccii
- Ischnopopillia chalconota
- Ischnopopillia consimilis
- Ischnopopillia difficilis
- Ischnopopillia erythroptera
- Ischnopopillia erythropteroides
- Ischnopopillia exarata
- Ischnopopillia flavipes
- Ischnopopillia flavomarginata
- Ischnopopillia fuscicollis
- Ischnopopillia ikrami
- Ischnopopillia lateralis
- Ischnopopillia longicosta
- Ischnopopillia lyallpurensis
- Ischnopopillia moorei
- Ischnopopillia nana
- Ischnopopillia phylloperthoides
- Ischnopopillia purpuricollis
- Ischnopopillia pusilla
- Ischnopopillia reflexa
- Ischnopopillia rhinosina
- Ischnopopillia robustipes
- Ischnopopillia rubripennis
- Ischnopopillia sulcatula
- Ischnopopillia tonkinensis